# Stigmacros spinosa
Stigmacros spinosa är en myrart som beskrevs av Mcareavey 1957. Stigmacros spinosa ingår i släktet Stigmacros och familjen myror. Inga underarter finns listade i Catalogue of Life.